# E28C (Ecuador)
De E28C of Vía Colectora Quito-Pifo (Verzamelweg Quito-Pifo) is een secundaire nationale weg in Ecuador. De weg loopt van de hoofdstad Quito naar Pifo en is 15 kilometer lang.